# Latécoère 290
Pour les articles homonymes, voir Latécoère.
Le Latécoère 290 est un hydravion torpilleur de l'aviation navale française de l'entre-deux-guerres construit par l'avionneur Latécoère .

## Caractéristiques
- La torpille est larguée à la vitesse maximale de 200 km/h.
- L'appareil peut atterrir après transformation.
- La voilure est démontable au droit des mâts de cabane.

## Variantes
- Latécoère 290 : Version principale avec motorisation Hispano-Suiza 12Nbr (2 prototypes, et 30 appareils de production)
- Latécoère 293 : Version avec motorisation Gnome-Rhône 14Kers (1 construit)
- Latécoère 294 : Version avec motorisation Gnome-Rhône 14Kdrs et le fuselage avant révisée ainsi que la dérive (1 construit)
- Latécoère 296 : Similaire au 294 mais avec motorisation Hispano-Suiza 12Ydrs (1 construit)

## Opérateurs
France
- Aéronavale
  - Escadrille 1S2 (Cherbourg, 1939)
  - Escadrille 1T1 (Cherbourg, 1935)
  - Escadrille 4T1 (Berre, 1934)